# القوة (أولاد مسعود)
القوة هو دُوَّار يقع بجماعة سيدي رحال الشاطئ، إقليم برشيد، جهة الدار البيضاء سطات في المملكة المغربية. ينتمي الدوّار لمشيخة أولاد مسعود التي تضم 3 دواوير. يقدر عدد سكانه بـ 2574 نسمة حسب الإحصاء الرسمي للسكان والسكنى لسنة 2004.

## روابط خارجية
- البوابة الوطنية للجماعات الترابية
- المندوبية السامية للتخطيط